# Bruno Barreto (Regisseur)

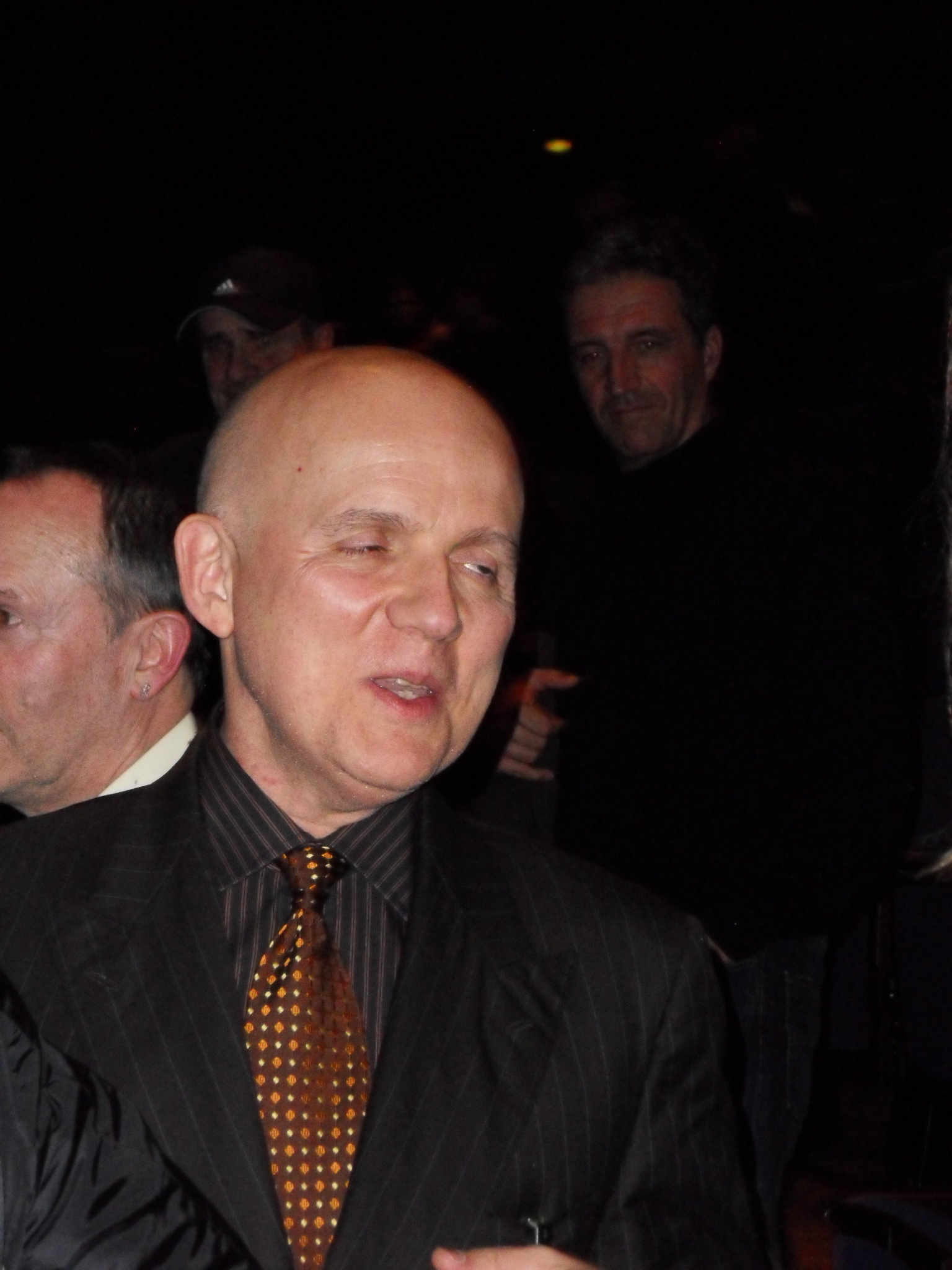
Bruno Barreto nach der Vorstellung von Reaching for the Moon auf der Berlinale am 11. Februar 2013.

Bruno Barreto (* 16. März 1955 in Rio de Janeiro) ist ein brasilianischer Regisseur, Filmproduzent und Drehbuchautor.

## Leben
Bruno Barreto wurde als Sohn von Luiz Carlos Barreto, einem Regisseur, und Lucy Barreto in Brasilien geboren. Die Liebe zum Filmemachen entwickelte er bereits sehr früh und realisierte seinen ersten Kurzfilm im Alter von 10 Jahren. Sieben Jahre später drehte er seinen ersten abendfüllenden Spielfilm Tati, a garota. Der internationale Durchbruch gelang ihm mit seinem dritten Film Dona Flor e sues dois maridos nach einem Roman von Jorge Amado, der 1979 für den Golden Globe als bester ausländischer Film nominiert wurde. 2008 wurde sein Spielfilm Última Parada 174 als offizieller brasilianischer Beitrag für die Nominierung um den besten fremdsprachigen Film bei der Oscarverleihung 2009 ausgewählt.
Von 1996 bis 2005 war er mit der Schauspielerin Amy Irving verheiratet. Sein jüngerer Bruder war der Filmemacher Fábio Barreto.

## Filmografie
- 1974: A Estrela Sobe
- 1976: Dona Flor und ihre zwei Ehemänner (Dona Flor e sues dois maridos)
- 1983: Gabriela
- 1990: Die Stärke der Macht (A show of force, brasilianischer Titel Assassinato sob Duas Bandeiras)
- 1997: Vier Tage im September (O Que É Isso, Companheiro?)
- 1998: One Tough Cop
- 1999: Bossa Nova
- 2003: Flight Girls (View from the Top)
- 2005: Romeo and Juliet Get Married (O Casamento de Romeu e Julieta)
- 2013: Die Poetin (Reaching for the Moon / Flores Raras)